# Héliopolis (Guelma)
Héliopolis (în arabă ھيليوبوليس) este o comună din provincia Guelma, Algeria.
Populația comunei este de 26.328 de locuitori (2008).